# 스트리아노
스트리아노(이탈리아어: Striano)는 이탈리아 캄파니아주 나폴리현에 위치한 코무네다.